# Fobétór
Fobétór (latinsky Phobetor) je v řecké mytologii synem boha spánku Hypna a jeho manželky Pásithey, nejmladší z Charitek. Je to jeden ze Snů.
Zjevuje se lidem ve spánku poté, co je uspí a odejdel jeho otec. Bere na sebe výhradně zvířecí podobu a z toho, stejně jako z jeho přezdívky „Zastrašovatel“ lze odvodit, že nepřináší klidné, příjemné sny, právě naopak.
O jeho vlastní podobě se nic bližšího neuvádí, lze usuzovat, že v souladu se svým charakterem ani jeho tvář není nijak líbezná.
Jsou celkem tři bratři:
- Morfeus - umí na sebe vzít podobu i hlas kteréhokoliv člověka
- Fobétór či Ikelos („Zastrašovatel“) - objevuje se ve zvířecí podobě
- Fantasos - dokáže se proměnit ve fantastické neživé věci.